# Diako Bremen

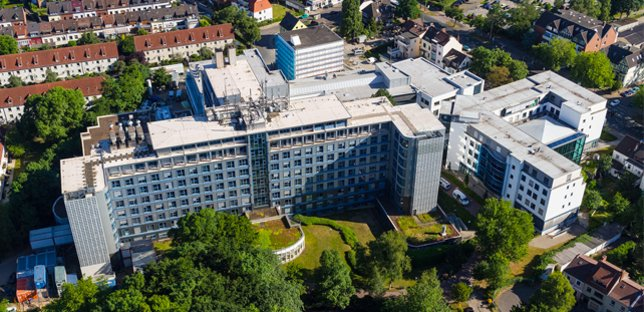
Gesundheitszentrum im Bremer Westen

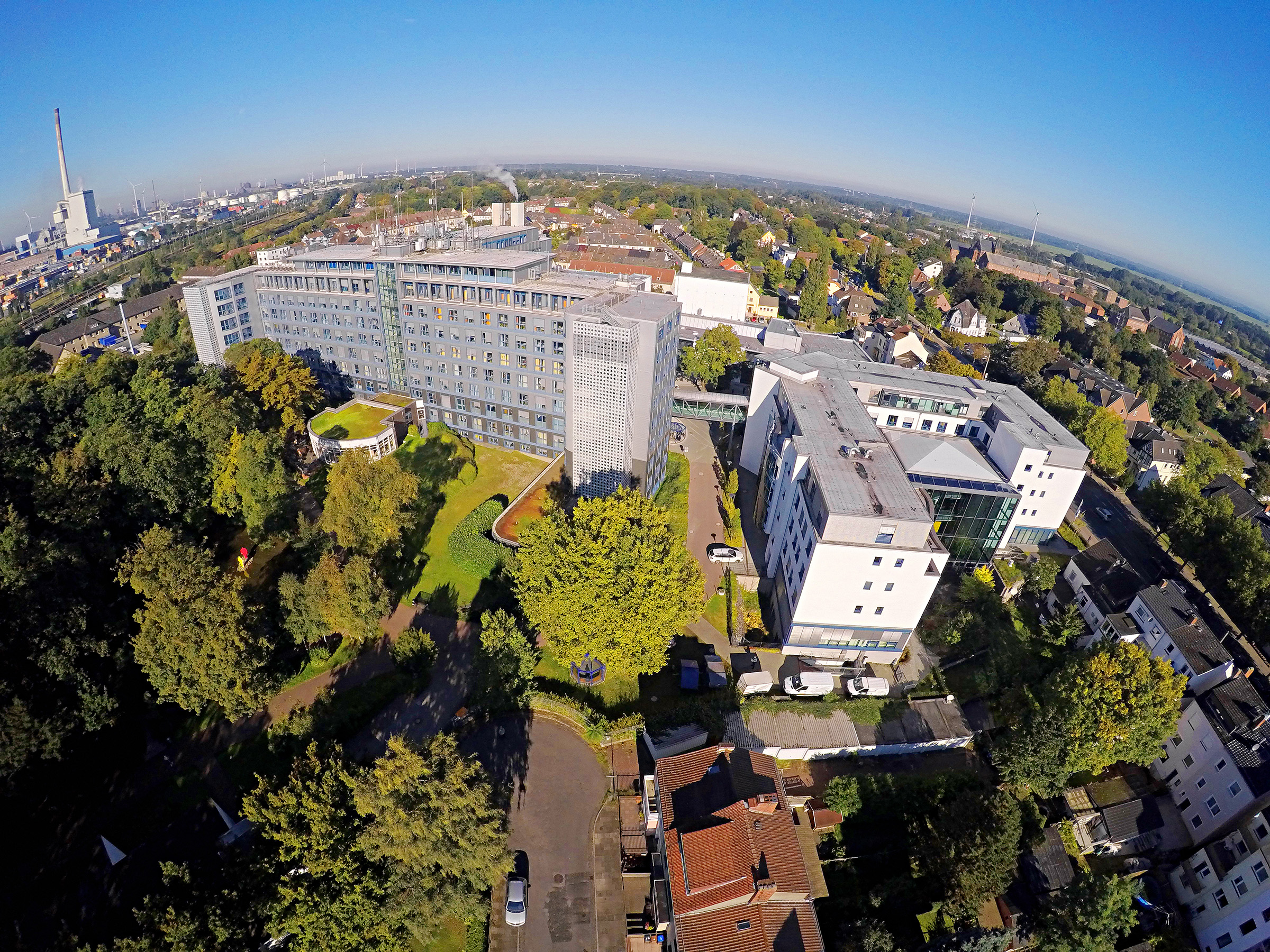
Diako Luftaufnahme

Das Diako (DIAKO Ev. Diakonie-Krankenhaus gGmbH) ist ein evangelisches Krankenhaus in Bremen-Gröpelingen und Akademisches Lehrkrankenhaus der Christian-Albrechts-Universität zu Kiel. Es ist das zentrale Versorgungskrankenhaus für rund 100.000 Einwohner des Bremer Westens (Gröpelingen, Walle und Findorff) und untergliedert sich in acht Fachabteilungen und sechs zertifizierte interdisziplinäre Zentren.

## Geschichte
Das Diako ist das zweitälteste Krankenhaus Bremens und das einzige in Trägerschaft der evangelischen Bremer Diakonie. Es wurde aufgrund der Verelendung der Arbeiterbevölkerung 1867 von Bremer Bürgern nach Kaiserwerther Vorbild gegründet. Unter Initiative von dem Pfarrer Hermann Henrici und mit Unterstützung der Bremer Ärzte Ludwig Tölken, Eduard Lorent und Bernhard Pauli, bildeten die vier Männer einen Trägerverein, der sich der Gründung des Diakonissenhauses verschrieb. Der Trägerverein erwarb im Bremer Freihafen zwei Gebäude, die anfänglich mit 14 Betten ausgestattet, zu einer kleinen Krankenanstalt umgestaltet und mit einem Schwesternhaus verbunden wurden.
Da das Diako, ehemals Evangelische Diakonissenanstalt Bremen, sowohl in seiner Größe, als auch in seinem Ansehen kontinuierlich wuchs, wurde 1880 ein Neubau auf einem großzügigen Areal an der Nordstraße 106 fertiggestellt. Die Versorgung und Pflege des mittlerweile 90 Patienten fassenden Mutter- und Krankenhauses erfolgte durch 60 Diakonissen. Die Chirurgie und Innere Medizin wurden von den Ärzten Diedrich Kulenkampff und Ludwig Tölken geleitet. 1893 wurde eine Kinderklinik mit 50 Betten eröffnet. Das Diako wuchs weiter, bis es 1944 im Zweiten Weltkrieg gänzlich zerstört wurde. Der Betrieb erfolgte daher in den weiteren Jahren an unterschiedlichen Standorten. Der notdürftigen Krankenversorgung dienten der alte Anstaltsbunker, ein angemietetes Haus an der Uhlandstraße und ein ehemaliges Auswandererheim, das Lloydheim in Findorff.
Zu Beginn der 1950er Jahre wurde geplant, das Krankenhaus auf dem Parkgelände des Ludwig Schrage Stiftes in Gröpelingen zu bauen. Die Bauarbeiten begannen 1958. 1961 nahm das Krankenhaus die Patientenversorgung an diesem Standort auf. Ärztlicher Direktor der Evangelischen Diakonissenanstalt Bremen war ab 1980 der Chefarzt der Anästhesist und Chefarzt Klaus Fischer (* 1936). Seit 1961 entwickelte sich das Diako zu einem medizinischen Versorgungszentrum: durch Eingliederung der Orthopädie im Jahr 2000, der Eröffnung des Ärztehauses in 2008, der Erweiterung der OP-Kapazitäten sowie dem Neubau der Zentralen Notaufnahme und eines weiteren Funktionstraktes. Es soll die Versorgung von über 100.000 Menschen im Einzugsgebiet des Bremer Westens sicherstellen.

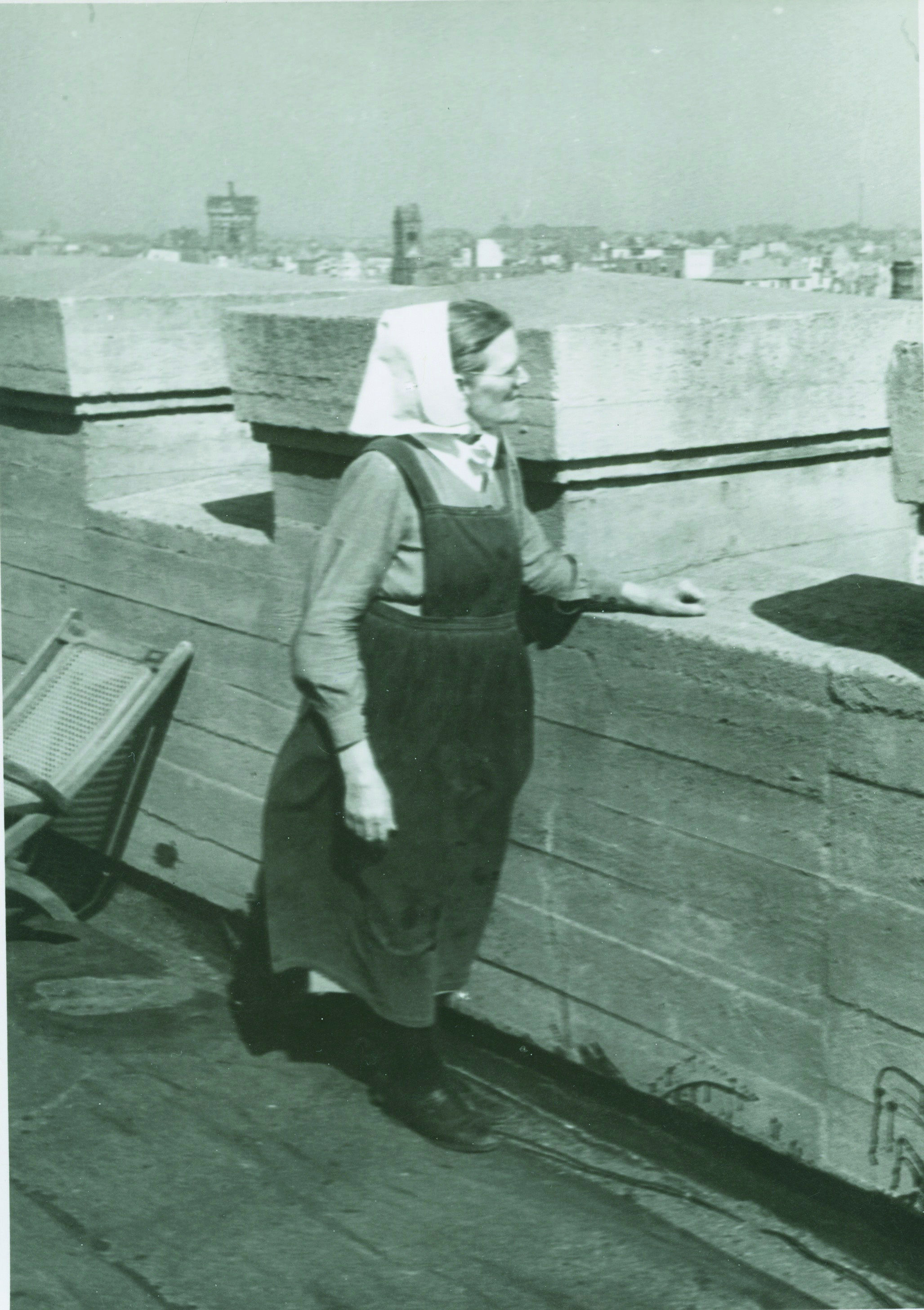
Diakonisse auf ehemaligem Anstaltsbunker an der Hans-Böckler-Straße in Walle während des Zweiten Weltkrieges
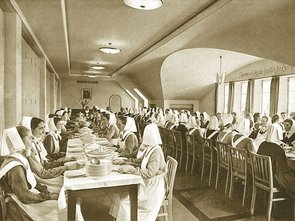
Diakonissen im Speisesaal des Diakonissenmutter-hauses an der Hemmstraße vor 1960
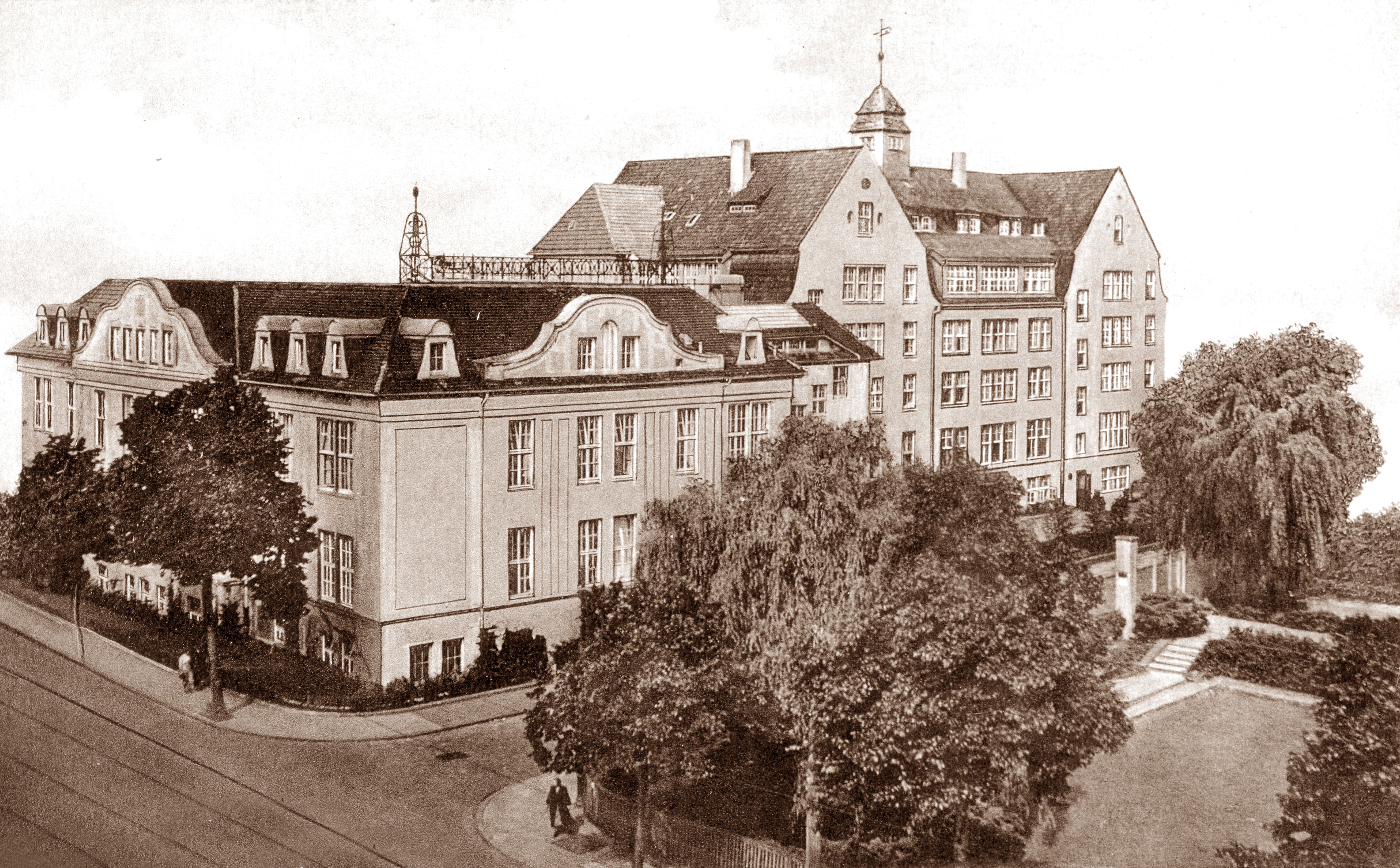
Diakonissenanstalt Hemmstraße vor 1960
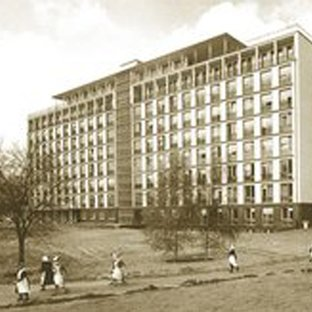
Das neu eröffnete Diako mit Standort Bremer Westen 1961
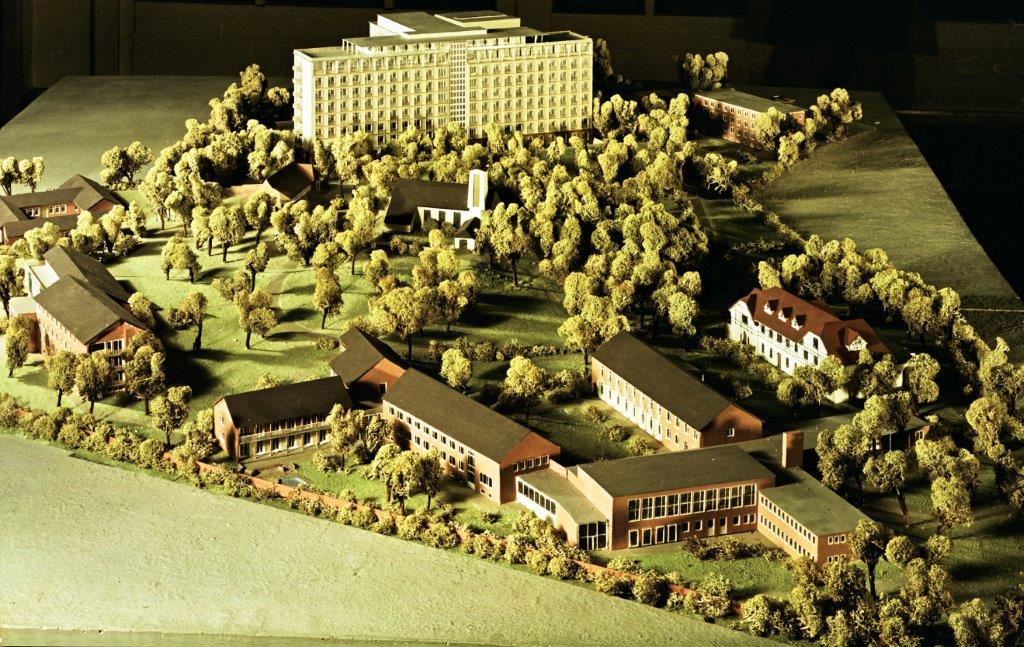
Modell mit Krankenhaus, Mutterhaus und Emmauskirche
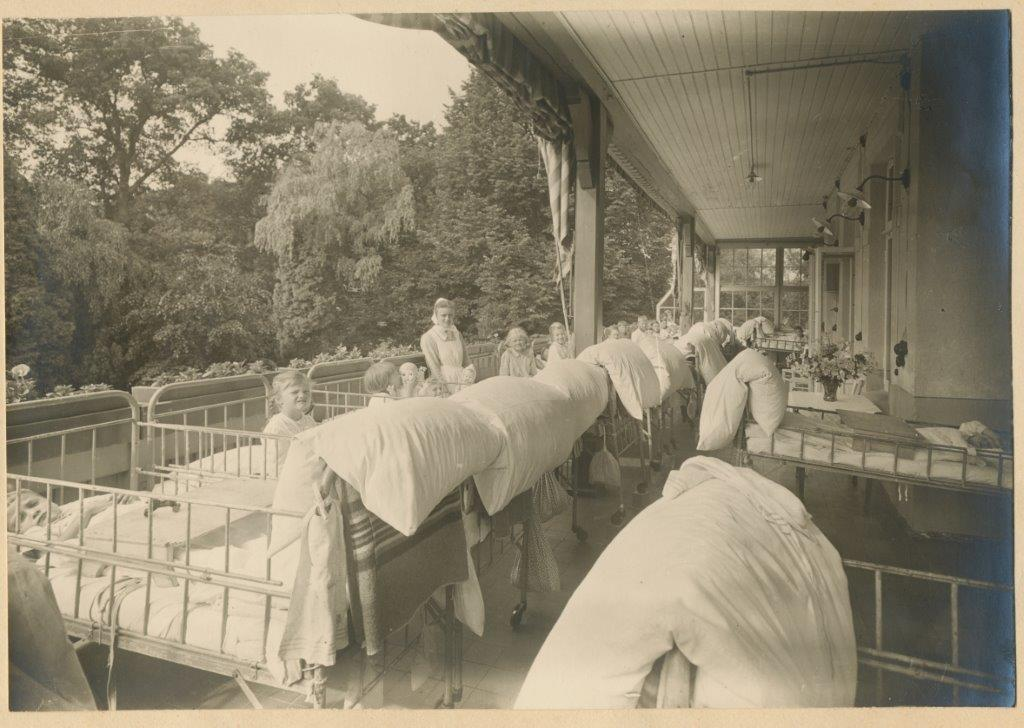
Als Therapie wurden Patienten so oft wie möglich mit den Betten an die frische Luft gebracht
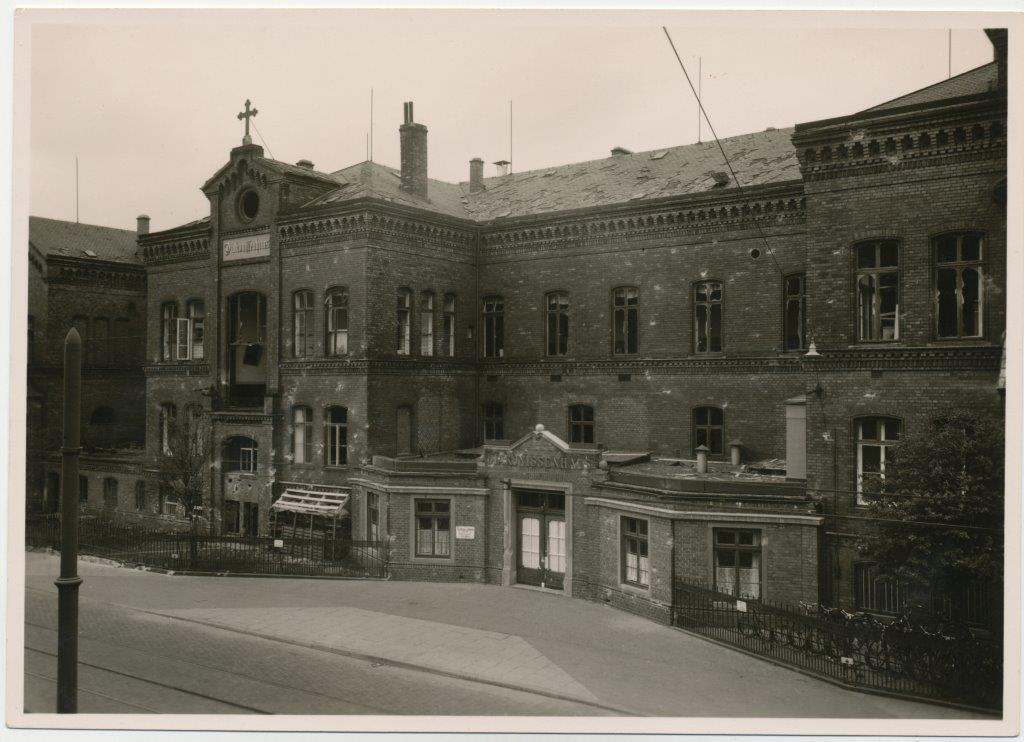
Mehrfach wurden Krankenhaus und Mutterhaus an der Nordstraße bei Luftangriffen beschädigt
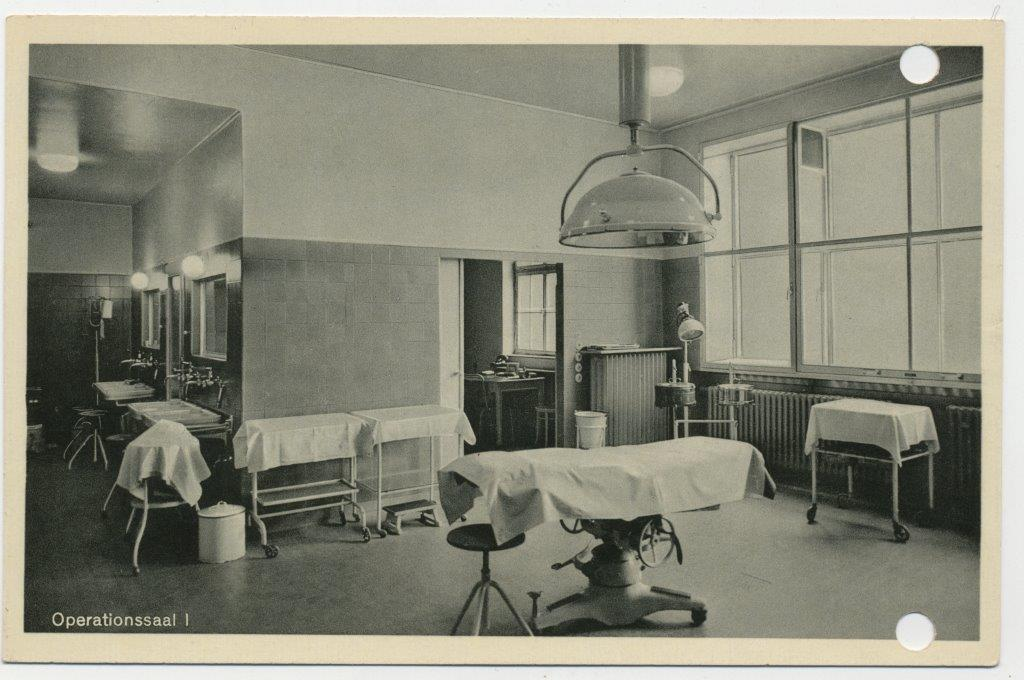
OP-Saal im Krankenhaus an der Hemmstraße (Nachkriegszeit bis 1960)

## Fachabteilungen
- Anästhesiologie und Intensivmedizin
- Chirurgie
- Frauenklinik
- Medizinische Klinik I – Innere Medizin
- Medizinische Klinik II – Hämatologie / Onkologie
- HNO (Hals-, Nasen-, Ohrenkunde)
- Orthopädie und Unfallchirurgie
- Urologie und Kinderurologie

## Zentren und Bereiche
- Bremer Bauchzentrum
- Brustzentrum (zertifiziert durch die Deutsche Krebsgesellschaft)
- Darmkrebszentrum (zertifiziert durch die Deutsche Krebsgesellschaft)
- Endoprothetikzentrum der Maximalversorgung (zertifiziert im Auftrag der Deutschen Gesellschaft für Orthopädie und Orthopädische Chirurgie mit Unterstützung der Arbeitsgemeinschaft Endoprothetik, DGOU und BVOU)[7]
- Onkologisches Zentrum
- Kontinenz- und Beckenbodenzentrum
- Traumazentrum (zertifiziert durch die Deutsche Gesellschaft für Unfallchirurgie)
- Zentrum für Hämatologische Neoplasien
- Hernienzentrum
- Zentrum für Gebärmuttergesundheit
- Schmerzfreie Kliniken

Im Landeskrankenhausplan Bremen (2018–2021) offiziell anerkannte Zentren:
- Orthopädisches Zentrum
- Onkologisches Zentrum

## Pflege
Mit mehr als 400 Mitarbeitern bilden die Pflegekräfte die zahlenmäßig stärkste Berufsgruppe im Diako. Sie arbeiten nach einem Pflegekonzept auf Grundlage der Pflegetheorie der amerikanischen Pflegewissenschaftlerin Dorothea Orem. Dabei werden die Patienten und deren Angehörige in den Versorgungsprozess mit einbezogen. Im Mittelpunkt steht dabei die Förderung der Selbstpflegefähigkeiten des Patienten.
Auf den Stationen arbeiten die Pflegekräfte nach dem Prinzip der Primären Pflege. Das bedeutet für den Patienten, dass ihm für die Dauer seines Aufenthalts eine ihm namentlich bekannte Pflegefachkraft oder deren Stellvertretung als Ansprechpartner zugeordnet ist. Sie plant und evaluiert die Pflege, koordiniert den gesamten Pflege- und Behandlungsprozess und bereitet den Patienten bereits zu Beginn des Aufenthaltes auf seine Entlassung vor.

## Weitere Einrichtungen
- Röntgendiagnostik einschließlich Computertomographie und Magnetresonanztomographie
- Apotheke
- Labor
- Ambulantes OP-Zentrum
- Notarztwagen-Standort (NEF)
- Logopädie
- Physikalische Therapie
- Krankenpflegeschule (Kooperation mit St. Joseph-Stift und RKK)
- Klinisches Ethikkomitee (KEK)

## Ärztehaus am Diako
2008 wurde das Ärztehaus am Diako eröffnet. Es bietet neun Facharztpraxen und der Institution Diako Kurzzeitpflege mit 30 Plätzen Raum.
- Zentrum für Strahlentherapie und Radioonkologie
- Praxis für Mund-, Kiefer- und plastische Gesichtschirurgie
- Gemeinschaftspraxis für Dermatologie und Allergologie
- KfH-MVZ Bremen-West Nephrologie und Urologie
- Facharztpraxis für Kinder- und Jugendheilkunde
- HNO Praxis
- Ambulante Augen-OP und Diagnostik
- Kardiologische Praxis
- Schlaflabor